# USA:s herrlandslag i bandy
USA:s herrlandslag i bandy (engelska: United States national bandy team) representerar USA i bandy på herrsidan. USA:s bandylandslag grundades under 1980-talet, då bandy i organiserad form var en ung sport i USA. Den 5 november 1983 spelade man i Oslo mot Norge och förlorade med 1-6 .
USA deltog för första gången vid världsmästerskapet i bandy för herrar 1985 i Norge. Världsmästerskapsmedalj har det aldrig blivit för USA, men trots flera storförluster mot de främsta lagen har det blivit segrar mot lag som Kanada, Nederländerna, Ungern och Vitryssland. Dessa segrar, tillsammans med flera små förluster mot Norge, innebär att USA inte tillhör de sämsta lagen. 1995 arrangerade delstaten Minnesota i USA världsmästerskapet i bandy för herrar.

## USA i världsmästerskap
| Turnering                | Slutplacering                                       |
| ------------------------ | --------------------------------------------------- |
| Norge 1985               | 5                                                   |
| Sverige 1987             | 5                                                   |
| Sovjetunionen 1989       | 5                                                   |
| Finland 1991             | 5                                                   |
| Norge 1993               | 5                                                   |
| USA 1995                 | 6                                                   |
| Sverige 1997             | 6                                                   |
| Ryssland 1999            | 6                                                   |
| Finland och Sverige 2001 | 6                                                   |
| Ryssland 2003            | 7                                                   |
| Ungern 2004 (B-gruppen)  | 1:a i B-gruppen, vann kval till A-Gruppen 2005      |
| Ryssland 2005            | 6:a i A-gruppen, förlorade kval till A-gruppen 2006 |
| Sverige 2006             | 1:a i B-gruppen, förlorade kval till A-gruppen 2007 |
| Ryssland 2007            | 1:a i B-gruppen, förlorade kval till A-gruppen 2008 |
| Ryssland 2008            | 1:a i B-gruppen, förlorade kval till A-gruppen 2009 |
| Sverige 2009             | 1:a i B-gruppen, förlorade kval till A-gruppen 2010 |
| Ryssland 2010            | 6:a i A-gruppen, vann kval till A-gruppen 2011      |
| Ryssland 2011            | 6:a i A-gruppen, vann kval till A-gruppen 2012      |
| Kazakstan 2012           | 6:a i A-gruppen, nerflyttade till B-gruppen 2013    |
| Sverige 2013             | 1:a i B-gruppen, uppflyttade till A-gruppen 2014    |
| Ryssland 2014            | 6                                                   |
| Ryssland 2015            | 8                                                   |
| Ryssland 2016            | 7                                                   |
| Sverige 2017             | 6                                                   |
| Ryssland och Kina 2018   | 5                                                   |

## VM 2014
Truppen till Bandy-VM i Irkutsk 2014
- Förbundskaptener: 
 Chris Halden

 Mikael Sandberg
- Technical Director: 
 John Hedenstrom
- Lagledare: 
 Chris Middlebrook

| Målvakter |

| Position | Ålder           | Namn           | Klubb            |
| -------- | --------------- | -------------- | ---------------- |
| Mv       | 10 januari 1982 | Erik Kraska    | Mississippi Mojo |
| Mv       | 9 januari 1987  | Derek Melander | Dynamo Duluth    |

| Utespelare |

| Position | Ålder             | Namn             | Klubb                 |
| -------- | ----------------- | ---------------- | --------------------- |
| F        | 8 september 1984  | David Plaunt     | Dynamo Duluth         |
| Mf       | 29 september 1984 | Jon Keseley      | Minneapolis Bandolier |
| Mf       | 35                | Evan Richardson  | Dynamo Duluth         |
| Mf       | 28 maj 1965       | Rick Haney       | Dynamo Duluth         |
| F        | 25                | Andrew Knutson   | Minneapolis Bandolier |
| A        | 25 september 1991 | Peter Knutson    | Minneapolis Bandolier |
| Mf       | 21 september 1970 | Jasper Felder    | Djurgårdens IF        |
| F        | 27                | Scott Arundel    | Mississippi Mojo      |
| Mf       | 21 januari 1973   | Mikael Sandberg  | Twin City Ice Tigers  |
| Mf       | 28                | Andrew Hogan     | Mississippi Mojo      |
| F        | 28                | John Arundel     | Minneapolis Bandolier |
| A        | 31                | Daren Richardson | Vetlanda BK           |
| A        | 28                | Michael Hosfield | Mississippi Mojo      |
| A        | 22                | Ian Middlebrook  | Minneapolis Bandolier |
| Mf       | 26                | Mikael Licktieg  | Twin City Ice Tigers  |
| Mf       | 22                | Wyatt Wenzel     | Minneapolis Bandolier |

Snittålder: 27,2 år

### Fotnoter
1. ↑  ”Norges bandyforbund - A-landskamper menn på den svenska albumlistan”. Arkiverad från originalet den 8 maj 2012. https://web.archive.org/web/20120508213555/http://www.bandyforbundet.no/bandy/statistikk/land-m.asp. Läst 31 oktober 2008.
2. ↑  Team USA